# Умая
Умая́ або екі(яп. 駅, うまや, えき, «станція») — подорожня станція або постоялий двір у стародавній японській «правовій державі» 8 — 10 століття.
Розмішувалась через кожні 30 рі (близько 16 км) на 7 основних шляхах країни. Виконувала роль інформаційного і транспортного вузла між столицею і провінціями.
На території умая розміщувалась конюшні та їдальні, які повинні були забезпечувати урядових кур'єрів умаядзукаї (駅使) свіжими кіньми та харчами.
Службовий персонал станцій умая складався з начальника станції екітьо (駅長) та його підлеглих екісі (駅子). Окрім них існувала служба посильних.
Господарчою базою станцій були земельні наділи екіден (駅田), які надавалися ним державою для забезпечення станцій провізією та транспортом.
Після занепаду системи ріцурьо на основі деяких станцій виникли постоялі містечка сюкуба.